# 赤キャベツ

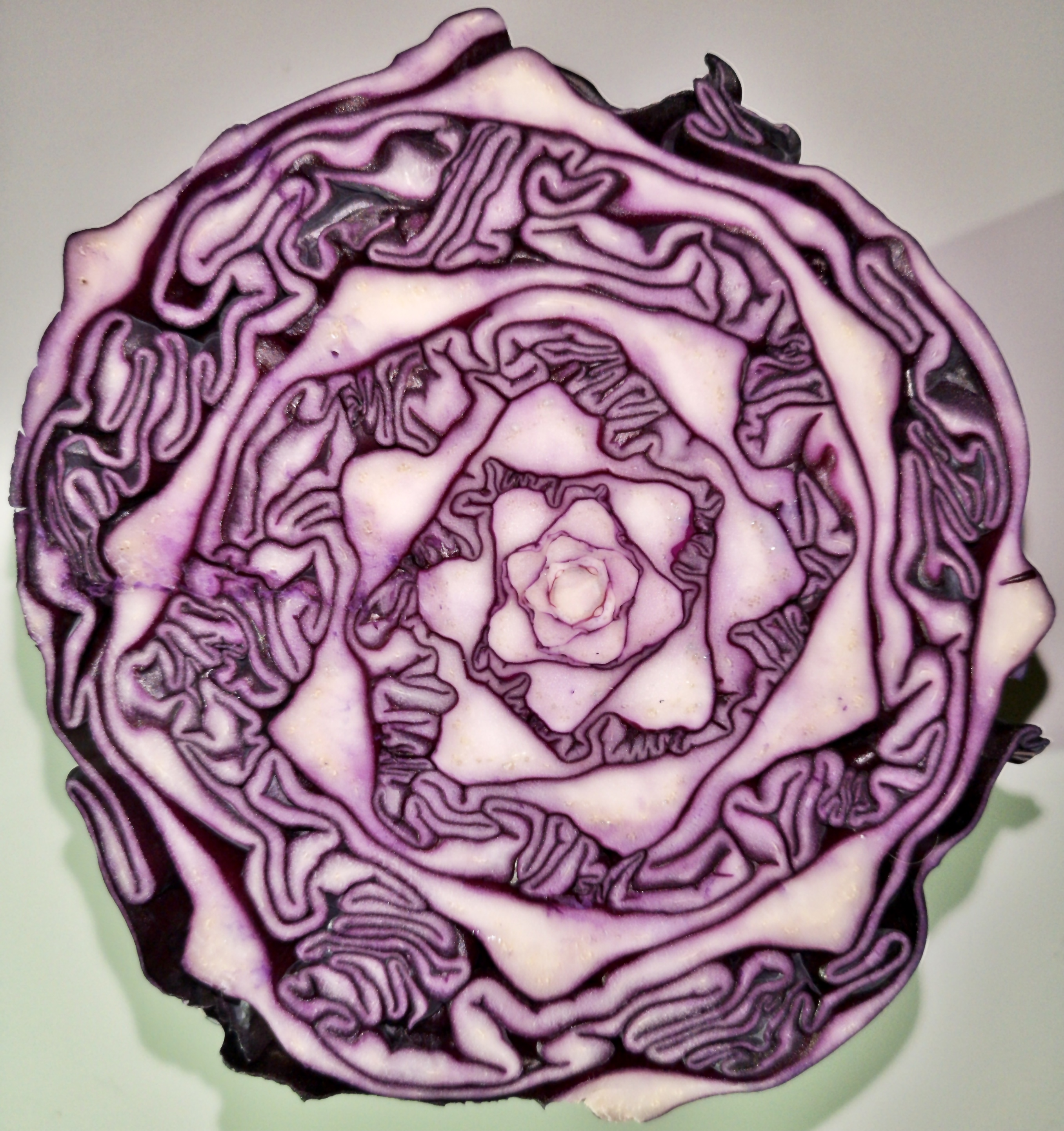
キャベツの葉の茎のらせん状の成長、水平に半分にカット

赤キャベツ(あかキャベツ、英: Red cabbage)は、キャベツの品種の1つである。栽培される土壌によって色合いが異なり、紫キャベツ（むらさきキャベツ）と呼ばれることもあるが、同一の種類である。

## 概要

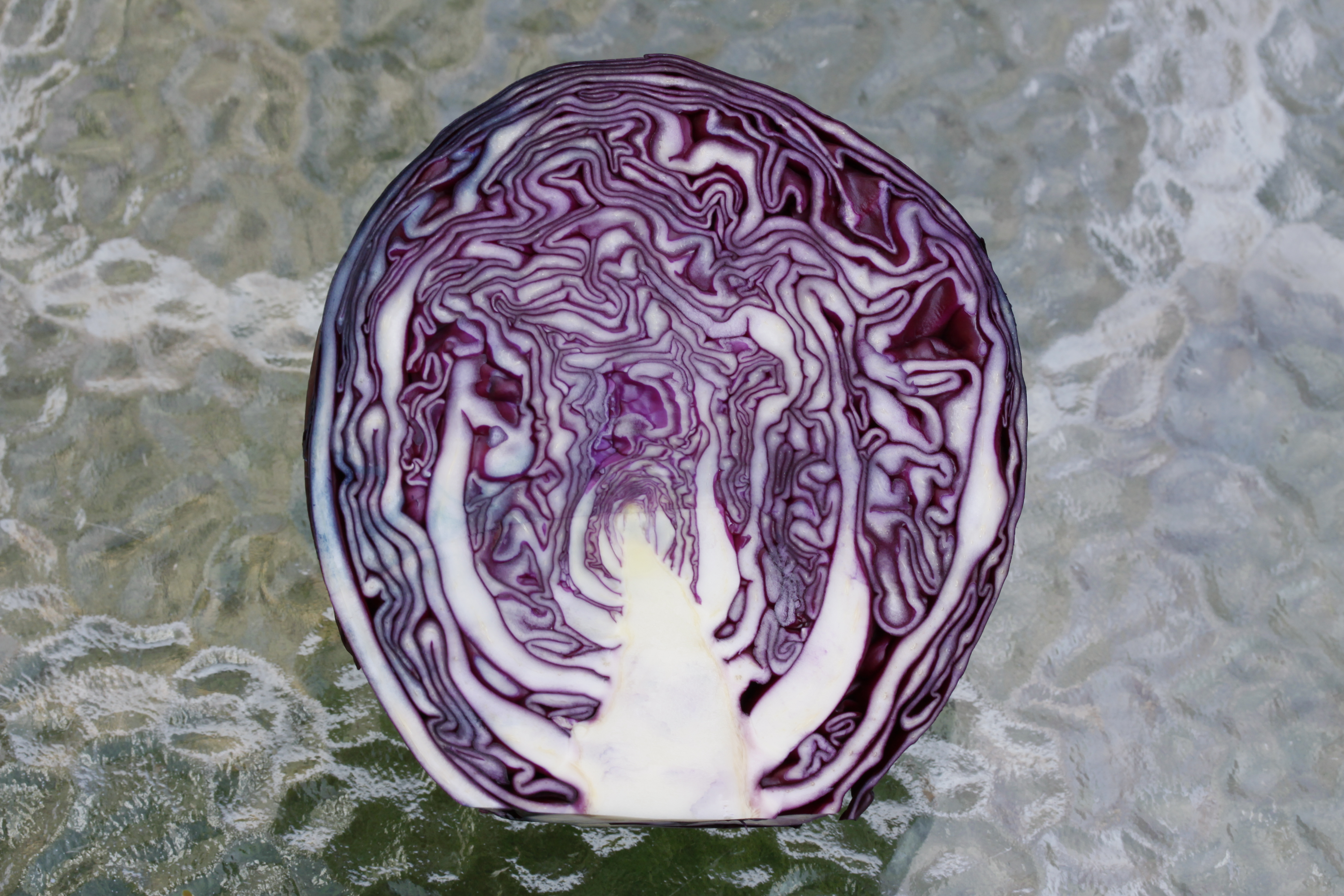
カットされた赤キャベツ

葉は暗赤色から紫色であるが、アントシアニン系の色素のため、その色は土壌の水素イオン指数(pH)によって変わる。酸性土壌ではより赤く、中性ではより紫色に、アルカリ性では黄緑色になる。そのため、同じ種類の植物が地域によって違う色で知られる。赤キャベツの搾り汁は、酸塩基指示薬として使える。
北ヨーロッパ、アメリカ全土、中国で見られる。1150年にはドイツで、1600年にはイギリスで栽培されていた。
調理すると、紫色は青色に変わる。紫色を活かすためには、酢か酸性の果物を加える必要がある。
赤キャベツの生育には、肥料の多い土壌と十分な水分が必要である。春に種を撒き、晩秋に収穫する。普通のキャベツよりも長持ちするため、冬の間の保存のためにザワークラウトにする必要がない。

## 利用
しばしば生のままサラダやコールスローに用いられる。伝統的にザウアーブラーテンなどドイツの肉料理の多くに付け合わせとして添えられる。クリスマスには、スパイスで味付けされたものがアヒルのローストの付け合わせとされる。

## 栽培

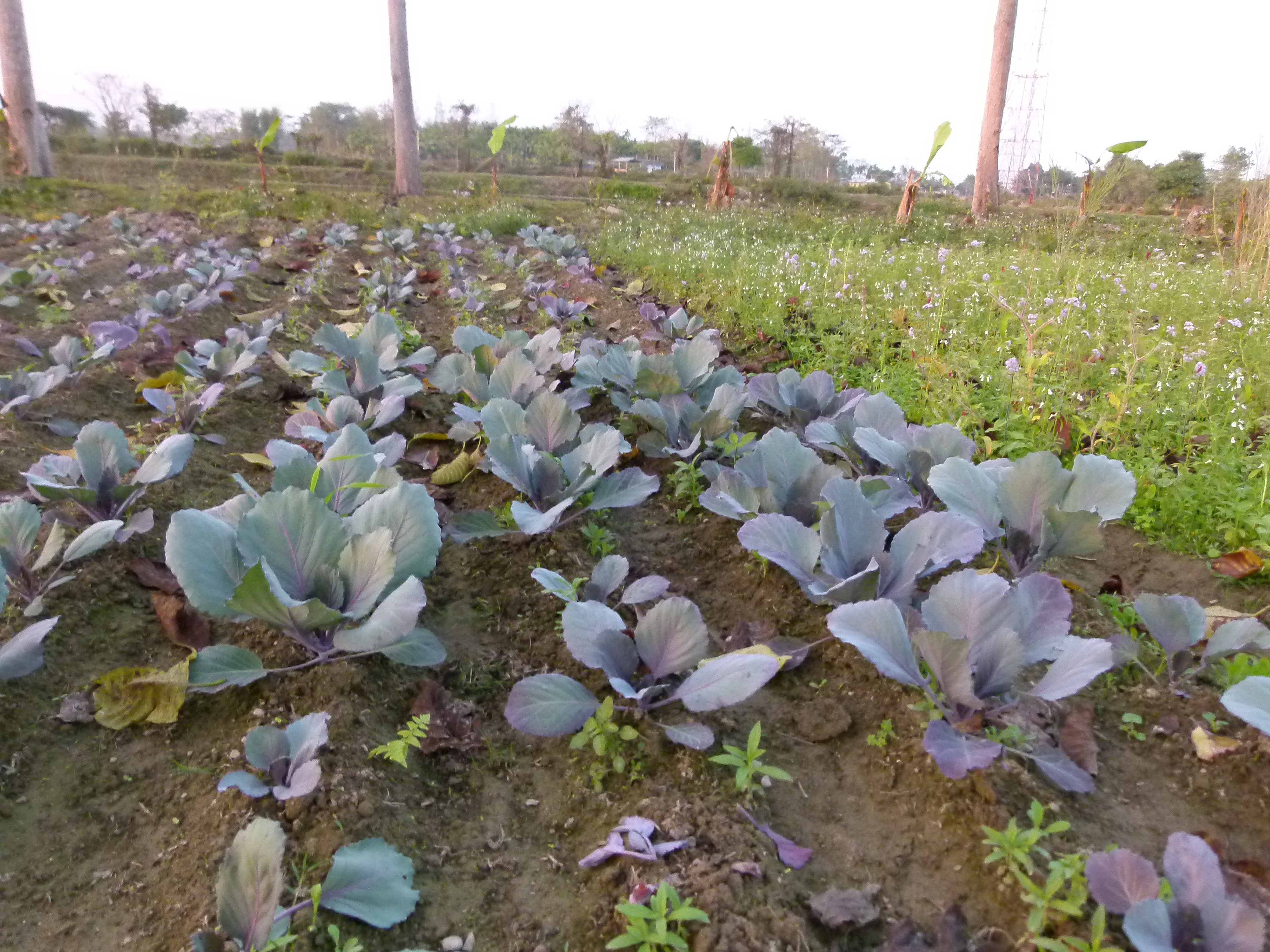
畑に植えられる赤キャベツ

霜の時期から4週間以内に室内に播種することが推奨される。高さが5cm程になり、最初の葉が生えてきたら、屋外に移植することができる。生育段階の大部分では、寒冷湿潤気候を好むため、春まだ浅い時期に育てる必要がある。株同士の間隔は36-60cm程度開ける。水やりは頻繁に必要だが、それ以外に手をかける必要はあまりない。

## 酸塩基指示薬

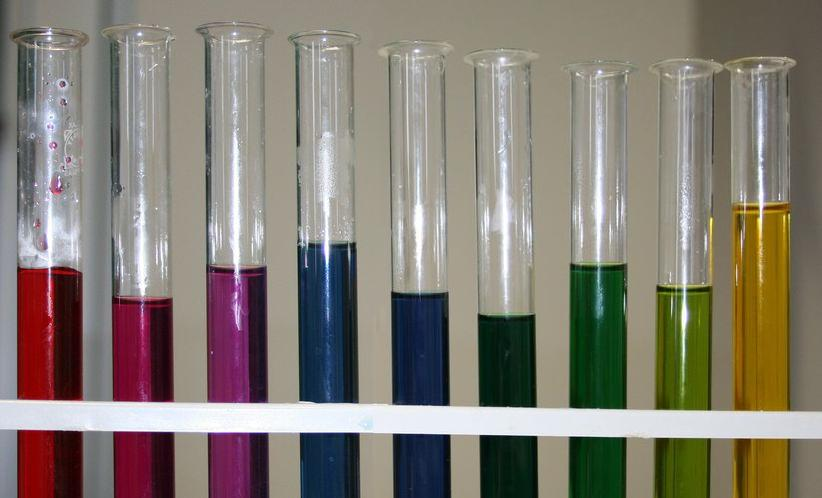
赤キャベツから抽出した色素のpHによる色の変化。左が酸性、右側が塩基性

赤キャベツは、酸塩基指示薬として用いることのできるアントシアニン系の染料を含む。酸性では赤色から桃色、中性では紫色、塩基性では青色から緑色を呈する。小学校の理科の実験でも用いられる材料であり、子供が口に入れても心配はない。

## 栄養
赤キャベツは、通常のキャベツと比べてビタミンAを10倍、鉄を2倍含む。